# Bahnhof Hausbergen
Der Bahnhof Hausbergen ist ein Rangierbahnhof der SNCF nördlich von Straßburg und zugleich die größte Güterverkehrsanlage der Stadt, dem auch ein Bahnbetriebswerk (Bw) zum Unterhalt der für den Güterverkehr erforderlichen Lokomotiven angegliedert war.

## Geografische Lage
Der Bahnhof Hausbergen liegt im Norden der Stadt Straßburg an Streckenkilometer 497,2 der Bahnstrecke Paris–Straßburg, zum Zeitpunkt seiner Errichtung außerhalb des bebauten Stadtgebietes. Die Anlage umfasst heute etwa 100 ha. Von allen auf Straßburg zuführenden Strecken bestehen Verbindungen zum Bahnhof Hausbergen, die eine Ein- und Ausfahrt von Zügen ohne Richtungswechsel ermöglichen – zum Teil auch über eine Umgehungsstrecke, die von Süden kommende Züge um den zentralen Personenbahnhof Strasbourg-Ville herumleitet.

## Geschichte

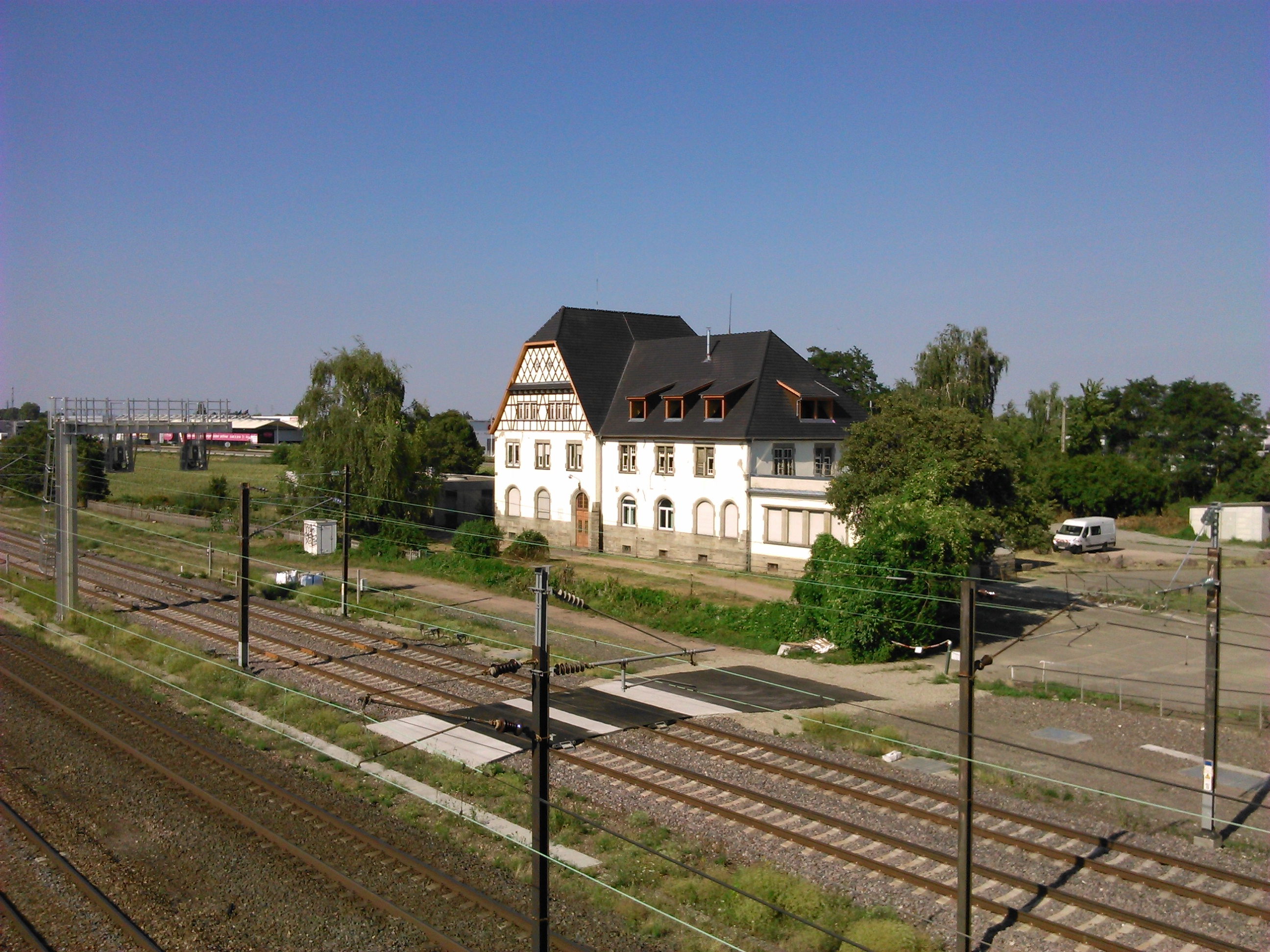
Bahnhofsgebäude

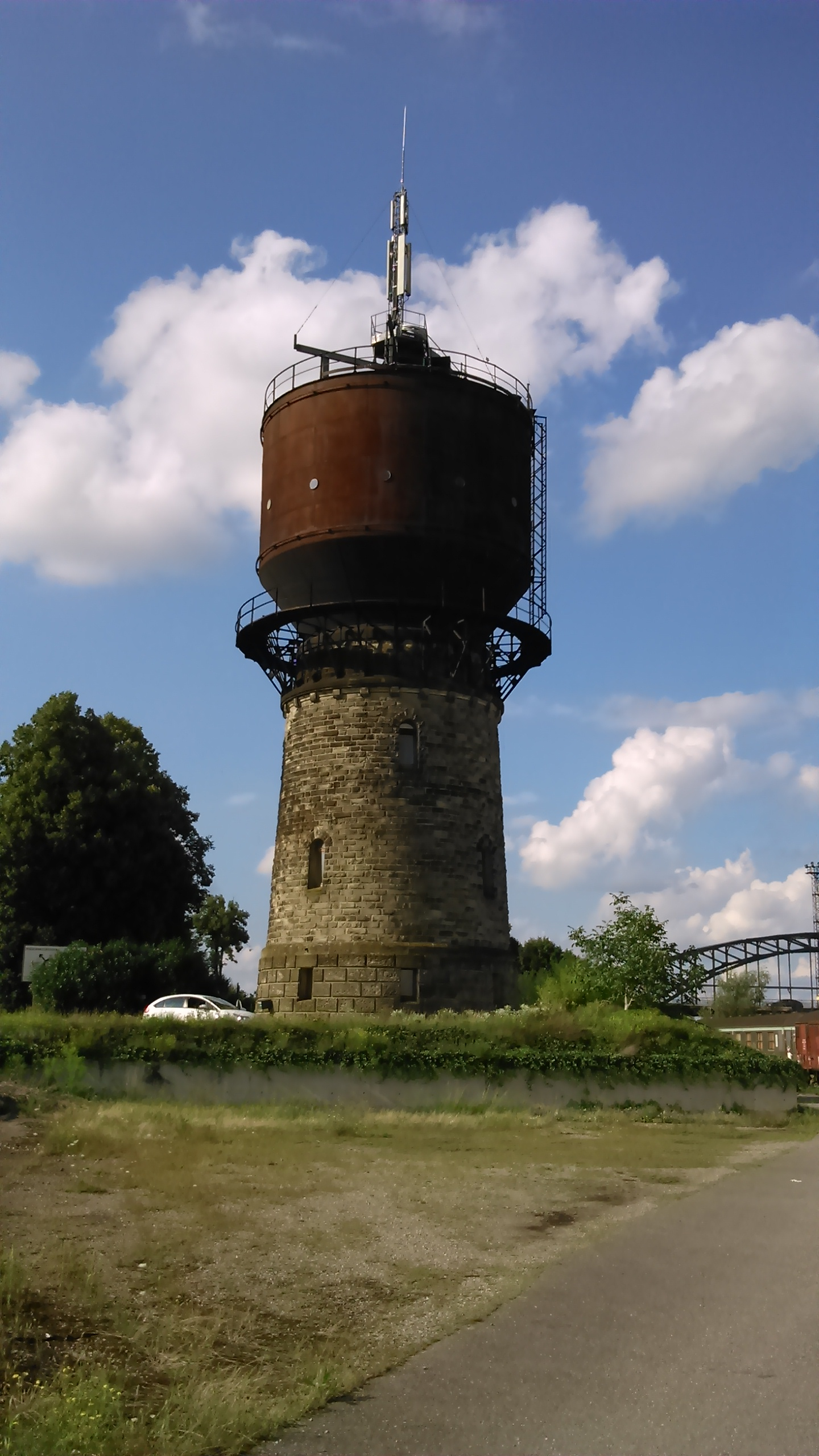
Wasserturm des Bahnbetriebswerks Hausbergen

Am Beginn des 20. Jahrhunderts waren die innerstädtischen Güterverkehrsanlagen von Straßburg komplett ausgelastet, ohne dass es in deren Umfeld Möglichkeiten zur Erweiterung gab. Die Reichseisenbahnen in Elsaß-Lothringen (EL) entschlossen sich deshalb zum Bau eines neuen, großen Rangierbahnhofs außerhalb der Stadt. Der Bau erfolgte 1904 bis 1906. Die Hochbauten (Stellwerke, Dienst- und Wohngebäude) wurden mit Fachwerkteilen im gerade hochmodernen Heimatstil errichtet.
Bahnbetriebswerk Hausbergen
Gleichzeitig entstand ein neues Bw für die im Güterzugdienst eingesetzten Lokomotiven mit zwei Ringlokschuppen von je einem Halbkreis und 25 Stellplätzen und zwei vorgelagerten 20 m-Drehscheiben. Das Kohlelager hatte eine Kapazität von 8000 t. Nach Übernahme der Bahn durch die Administration des chemins de fer d’Alsace et de Lorraine (AL) 1919 ergänzte diese das Bw 1924 bis 1927 um einen dritten Ringlokschuppen:187 und investierte auch in andere Erweiterungen. Größte Maßnahme war eine neue Bekohlungsanlage mit Vorratsmöglichkeit für 10.000 t Kohle, von der aus auch die Bahnbetriebswerke in Strasbourg-Ville, Sélestat und Schirmeck versorgt wurden, vier Kohlebunkern von je 40 t Fassungsvermögen und einem Portalkran zum Verteilen der Kohle. Unmittelbar vor dem Zweiten Weltkrieg (die Bahn gehörte seit 1938 zur SNCF) waren hier 106 Lokomotiven sowie ein Hilfszugwagen stationiert. Während des Krieges kam es zu fünf Luftangriffen auf die Anlage, die zu zwei Dritteln zerstört wurde und bei denen 66 Lokomotiven beschädigt wurden. Sofort nach der Befreiung Straßburgs am 23. November 1944 wurde damit begonnen, die Anlagen wieder in Stand zu setzen. So waren die beiden Ringlokschuppen, die in der Zeit der EL gebaut wurden, wieder einsatzfähig, wenn auch mit der eingeschränkten Kapazität von 24 und 17 Gleisen.:188 Mitte der 1960er Jahre gingen die Bestände an Dampflokomotiven, für die die großen Anlagen ja ausgelegt waren, durch Elektrifizierung und den Einsatz auch von Diesellokomotiven drastisch zurück.:191 Da Hausbergen aber dazu ausersehen war, die Dampflokomotiven aufzunehmen, die in anderen Teilen des Netzes überflüssig wurden, blieb die Anlagen noch relativ lange genutzt. Erst 1968 fand der Dampfbetrieb auch hier ein Ende. Die Ringlokschuppen dienten zunächst als Depot für Fahrzeuge der Sammlung des Eisenbahnmuseums Mülhausen, bis sie so baufällig waren, dass das nicht weiter zu verantworten war. Die Gebäude wurden Mitte der 1980er Jahre abgerissen.:192

## Besonderheiten
Bis 1990 verkehrte „Le Schnerr“, eine mit einem Triebwagen gefahrene Verbindung zwischen den Bahnhöfen Strasbourg-Ville und Hausbergen mit mehreren Unterwegshalten, eine Verbindung, die ausschließlich für SNCF-Personal zugelassen war.:188